# Gentlemen’s Agreement
Ein Gentlemen’s Agreement ist eine nur moralisch, aber nicht rechtlich verbindliche Vereinbarung, mithin eine lose Absprache. Die Vereinbarung ist auf Treu und Glauben und zumeist auch auf gegenseitigem Vertrauen gegründet. Die Erklärungen werden ohne Rechtsfolgewillen abgegeben, weil der erstrebte Erfolg im Vertrauen auf das Wort des Partners oder mithilfe einer Bindung an den Anstand erreicht werden soll. Es ist damit ein Beispiel für das sogenannte Soft Law, das es sowohl im Privatrecht als auch im Öffentlichen Recht, insbesondere im Völkerrecht, gibt. Da die Vereinbarung keine rechtlichen Verpflichtungen begründet, werden im Verletzungsfall nur außerrechtliche Sanktionen ausgelöst. Mögliche außerrechtliche Sanktionen sind der Rückzug aus bestehenden Beziehungen oder deren vollständiger Abbruch.

## Anlass, Gründe
Gründe für ein Gentlemen’s agreement können in einem rechtlich unzulässigen Gegenstand der Vereinbarung liegen, also in einem Verstoß gegen gesetzliche Verbote. Als Gentlemen’s agreement werden im Kartellrecht abgestimmte Verhaltensweisen von Unternehmen bezeichnet, denen eine bewusste Koordinierung, aber keine rechtsgeschäftliche Bindung zugrunde liegt. Unternehmen, die in ihrer Gesamtheit eine marktbeherrschende Stellung haben, treffen Preisabsprachen und schließen damit die freien Marktkräfte bei der Preisbildung zum Nachteil des Verbrauchers aus. Abgestimmte Verhaltensweisen sind nach deutschem und europäischem Kartellrecht verboten (§ 1 GWB und Art. 101 Abs. 1 AEUV).
Ein anderer Fall kann insbesondere unter Kaufleuten gegeben sein, wenn die Vertragspartner es für ausreichend erachten, eine allgemeine Übereinstimmung zu erzielen, deren Ausgestaltung im Einzelnen dem beiderseitigen kaufmännischen Anstand überlassen wird, ohne dass die Parteien klagbare Ansprüche erwerben sollen. Nach Auffassung des Hanseatischen Oberlandesgerichts seien solche unverbindlichen Vereinbarungen zwischen Kaufleuten nicht selten. Ein als Gentlemen's agreement bezeichnetes Abkommen sei dadurch gekennzeichnet, dass es sich dabei um eine auf den guten Willen und die kaufmännische Anständigkeit abgestellte Zusage einer oder beider Seiten handle, die nach dem Willen der Beteiligten keine klagbaren Ansprüche begründen solle. Von dem Schuldner werde ein Verhalten als Gentleman erwartet, das rechtlich nicht erzwingbar sein solle.
Im Völkerrecht werden Absprachen zwischen Organwaltern verschiedener Staaten, denen keine rechtliche Bindungswirkung gegenüber den Staaten zukommt, als Gentlemen’s agreement bezeichnet. Sie haben allenfalls eine auf guten Sitten beruhende Bindungswirkung. In ihren Wirkungen übertreffen sie politische Absichtserklärungen (= stets reversible Festlegungen der politischen Richtung) und Verhaltenskodizes (Codes of conduct – unverbindliche Empfehlungen eines bestimmten Musterverhaltens). Ein klassisches Gentlemen’s agreement ist die KSZE-Schlussakte von Helsinki.

## Abgrenzung zu mündlich geschlossenen Verträgen
Vom Gentlemen’s agreement zu trennen sind mündlich geschlossene Verträge, die grundsätzlich in allen ihren Teilen rechtsverbindlich sind, deren Inhalt im Streitfalle aber häufig nicht bewiesen werden kann. Hier kommt der per Handschlag getroffenen Vereinbarung eine soziale Pflicht ihrer Erfüllung zu. Ein Beispiel hierfür ist der internationale Diamantenhandel. Dabei wird der Handel mit Edelsteinen im Wert von mehreren Millionen US-Dollar oft per Handschlag verabredet. Sobald ein Vertragspartner nicht seinen Pflichten nachkommt, wird er innerhalb dieser elitären Gruppe geächtet und ausgeschlossen. Da der Markt überschaubar und die Teilnehmer auch sozial eng verbunden sind, bedeutet dies für den Betreffenden das geschäftliche und auch gesellschaftliche Aus in der Diamantenbranche.

## Beispiele für Gentlemen’s Agreements
- Im amerikanischen Post-Bürgerkriegs-Baseball wurde die Rassentrennung für afroamerikanische Spieler nicht niedergeschrieben, sondern nach der Verpflichtung zweier afroamerikanischer Spieler, der Brüder Moses Fleetwood Walker und Weldy Walker, in mündlichen Übereinkommen der Major Leagues beschlossen.[13]
- In der geschlossenen Gesellschaft (Closed Society) des US-Bundesstaates Mississippi existierte bis in die 1960er Jahre das ungeschriebene Gesetz (Unwritten Law), das auch als Gentlemen’s Agreement bezeichnet wurde. Dieses Gesetz verbot während der zweiten Reconstruction staatlich geförderten Bildungseinrichtungen sportliche Wettbewerbe zwischen weißen und schwarzen Athleten.[14] Als Resultat durften Sieger der Southeastern Conference nicht am NCAA-Basketball-Meisterschaftsturnier teilnehmen, ohne zu befürchten, die staatliche Förderung zu verlieren.[15] Erst 1963 widersetzten sich die Maroons der Mississippi State University einer einstweiligen Verfügung, die nach Beginn des Turniers aufgehoben wurde, und schlichen sich aus der Stadt, um in East Lansing, Michigan gegen die Ramblers der Loyola University Chicago mit vier schwarzen Spielern in der Startformation anzutreten. Dieses Spiel (eine Niederlage) wird als Beginn des Unterganges des Gentlemen's Agreements angesehen.[16]
- In der deutschen Rechtsprechung hat der von den Vertragspartnern selbst gewählte Begriff eines Gentlemen’s agreements bei einem Vertrag über eine Meistbegünstigung bei Bestellungen den Bundesgerichtshof veranlasst, darin kein Recht zu sehen, von dem anderen Teil Auskunft über die an Dritte aufgegebenen Bestellungen zu fordern. Ein Recht auf Auskunft hierüber könne sich aber ergeben, sobald das Verhalten des anderen Teils Grund zu der Annahme biete, er missbrauche das in ihn gesetzte besondere Vertrauen.[4]